# Palais Thiac
Pour les articles homonymes, voir Palais de justice de Bordeaux.
Le palais Thiac est un palais de justice situé à Bordeaux en France. Après la construction du nouveau palais de justice en 1998, l'édifice devient le siège de la Cour d'appel de Bordeaux, de la Cour d'assises de la Gironde et du Conseil de prud'hommes de Bordeaux.
Construit entre 1839 et 1846, il a été inscrit monument historique le 19 mars 1979.

## Localisation
Le Palais Thiac donne sur le côté nord de la place de la République, à Bordeaux.
Avec l'École nationale de la magistrature (ENM), inaugurée en 1972, et le tribunal judiciaire (ex tribunal de grande instance), construit en 1998 par Richard Roger, ils forment ensemble l'îlot judiciaire de Bordeaux, situé à l’emplacement du Fort du Hâ dont seules les deux tours subsistent actuellement.

## Histoire
L'îlot judiciaire de Bordeaux a connu de nombreuses évolutions architecturales au fil du temps. Cela commence par la création de la forteresse du Hâ par Charles VII, un lieu de sentence royale, afin de marquer son pouvoir dans Bordeaux qui devient une place stratégique entre les royaumes de France et d'Angleterre.
Après la suppression du Parlement de Bordeaux durant la Révolution, le premier palais de justice s’installe dans l'ancien collège de Guienne. Puis, en 1830, Joseph-Adolphe Thiac, l'architecte du département, fut chargé de construire un nouveau palais rassemblant les juridictions civiles et criminelles.
A l'emplacement du Fort du Hâ, l'architecte réalise un projet d'îlot judiciaire comprenant une prison moderne et un palais de justice. Les travaux se déroulant de 1839 à 1846, et entrainent la destruction du Fort du Hâ, à l'exception de deux tours, aujourd'hui intégrées à l'École nationale de la magistrature.
La construction du palais du justice a coûté deux millions de francs, soit le double de la somme prévue. L'édifice est surnommé Palais Thiac, pour sa qualité architecturale et la richesse de sa décoration.
Les exécutions bordelaises se situent dans la cour du Fort de Hâ à partir de 1918. Durant la Seconde Guerre mondiale et sous l'occupation allemande, le fort devient une prison politique. Jusqu'en 1967, la tour garde son rôle pénitentiaire. Le chantier de l'Ecole Nationale de la Magistrature débute en 1971 et l'école est inaugurée le 12 décembre 1972.

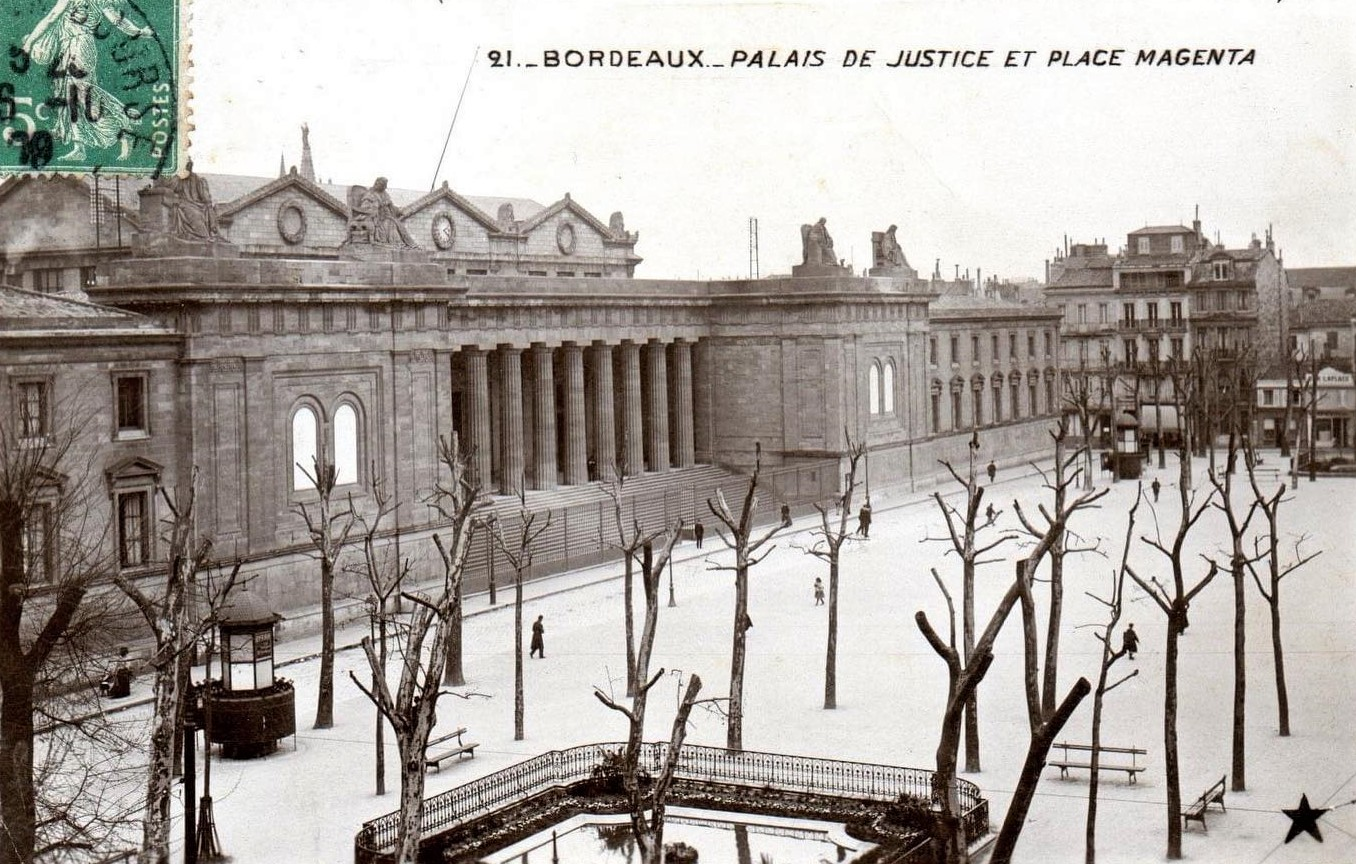
Le palais de justice vers 1910.

En 1998, un second palais de justice est construit à côte afin d'accueillir le tribunal judiciaire (anciennement tribunal de grande instance). Le Palais Thiac conserve alors la cour d'appel, la cour d'assises et le conseil des prud'hommes.

## Architecture

### Le projet d'Adolphe Thiac
Le décret impérial du 25 avril de 1808 est du germe de l’îlot judiciaire car il ordonne le regroupement des institutions pénales et judiciaires. Le décret recommandait l’installation provisoire de la cour d’appel de Bordeaux dans l’ancien collège de Guyenne , adossé à l’église Saint-Paul, en attendant la construction d’un Palais de Justice.
L’inadaptation des espaces et des locaux pour développer l’activité judiciaire rend nécessaire la construction d’un nouvel édifice. Le projet de ce nouveau Palais de Justice est mené par le nouvel architecte du département de la Gironde depuis 1830 : Joseph-Adolphe Thiac.

Thiac présente sept projets différents au Conseil des bâtiments civils entre 1836 et 1838. L’un d’eux est finalement approuvé en 1838 et les travaux se poursuivent jusqu’à 184,,grâce à l’aide financière des entrepreneurs bordelais Lasserre aîné, Lasserre jeune et Louis Matabon.

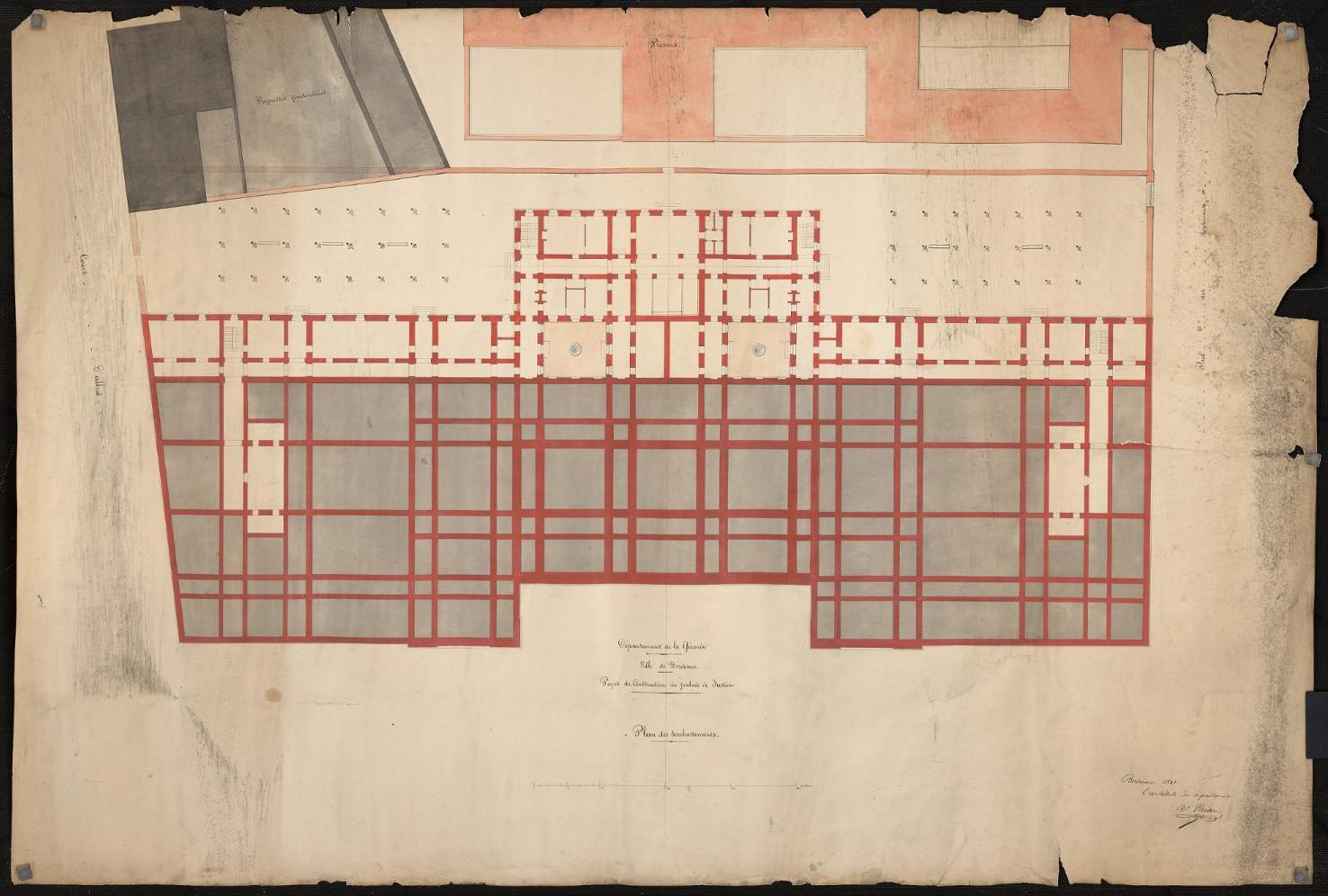
Plan des soubassements du Palais de Justice par Joseph-Adolph Thiac en 1841.

Dans l’élaboration de son plan, Thiac  s’inspire des compositions modulaires de Jean-Nicolas-Louis Durand, afin d’obtenir une organisation rationnelle des espaces, séparés selon une hiérarchie très marquée : ainsi la cour d’assises, lieu symbolique de l’institution judiciaire, est placée sur l’axe principal du bâtiment.

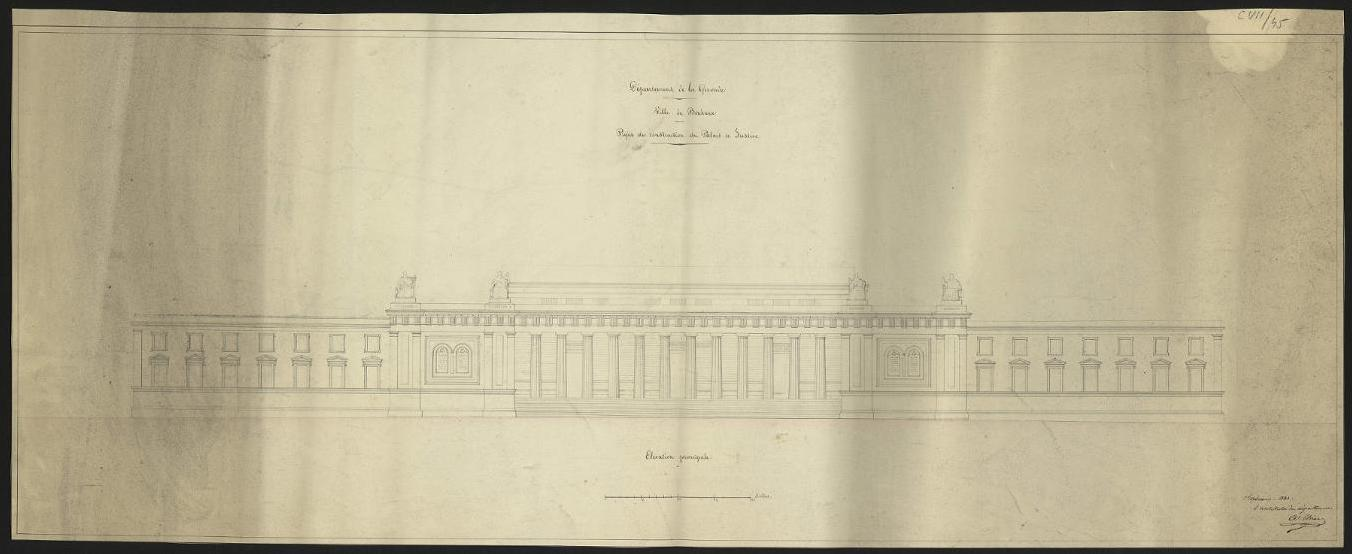
Dessin sur papier (360 x 900 mm) du Projet de construction du palais de justice : élévation principale (élévation) par Joseph-Adolph Thiac en 1841.

### Architecture extérieure
De style néo-classique marqué par l'influence gréco-romaine, l'ensemble est conçu pour manifester la solennité et rigueur de la justice.

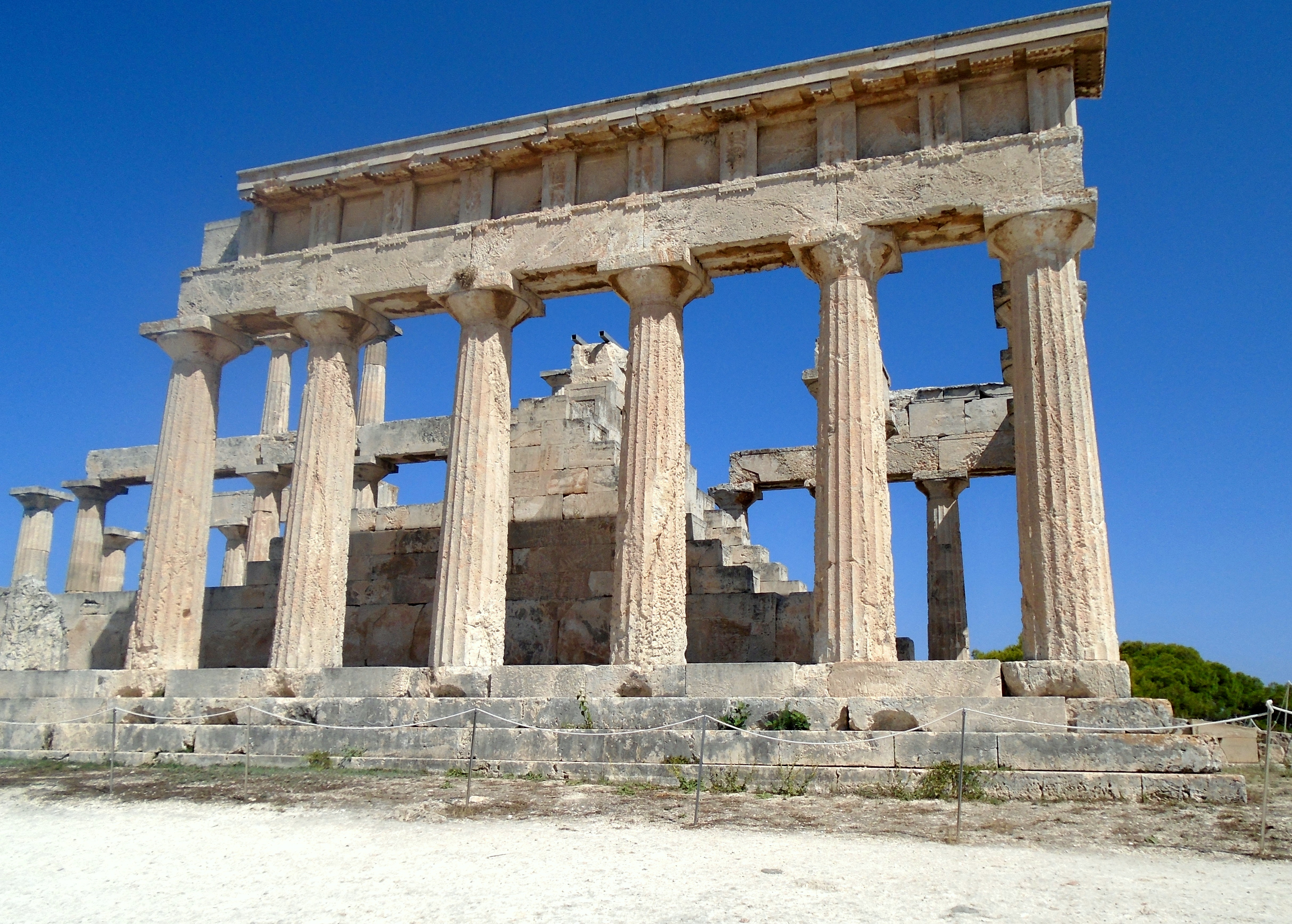
Temple grec d'Aphaïa.

La longue façade principale s'inspire de l'ordonnance des longs côtés du temple grec d'Aphaïa à Égine, que Thiac connaissait à partir des relevés de son ami Abel Blouet. Son péristyle monumental à douze colonnes doriques (comme le Parthénon d'Athènes). Abandonnant le poncif de l'avant-corps à colonnes et à fronton. l'architecte choisie de le dresser en retrait de deux massifs aveugles prolongées par des ailes latérales, à la manière des propylées de l'acropole d'Athènes.

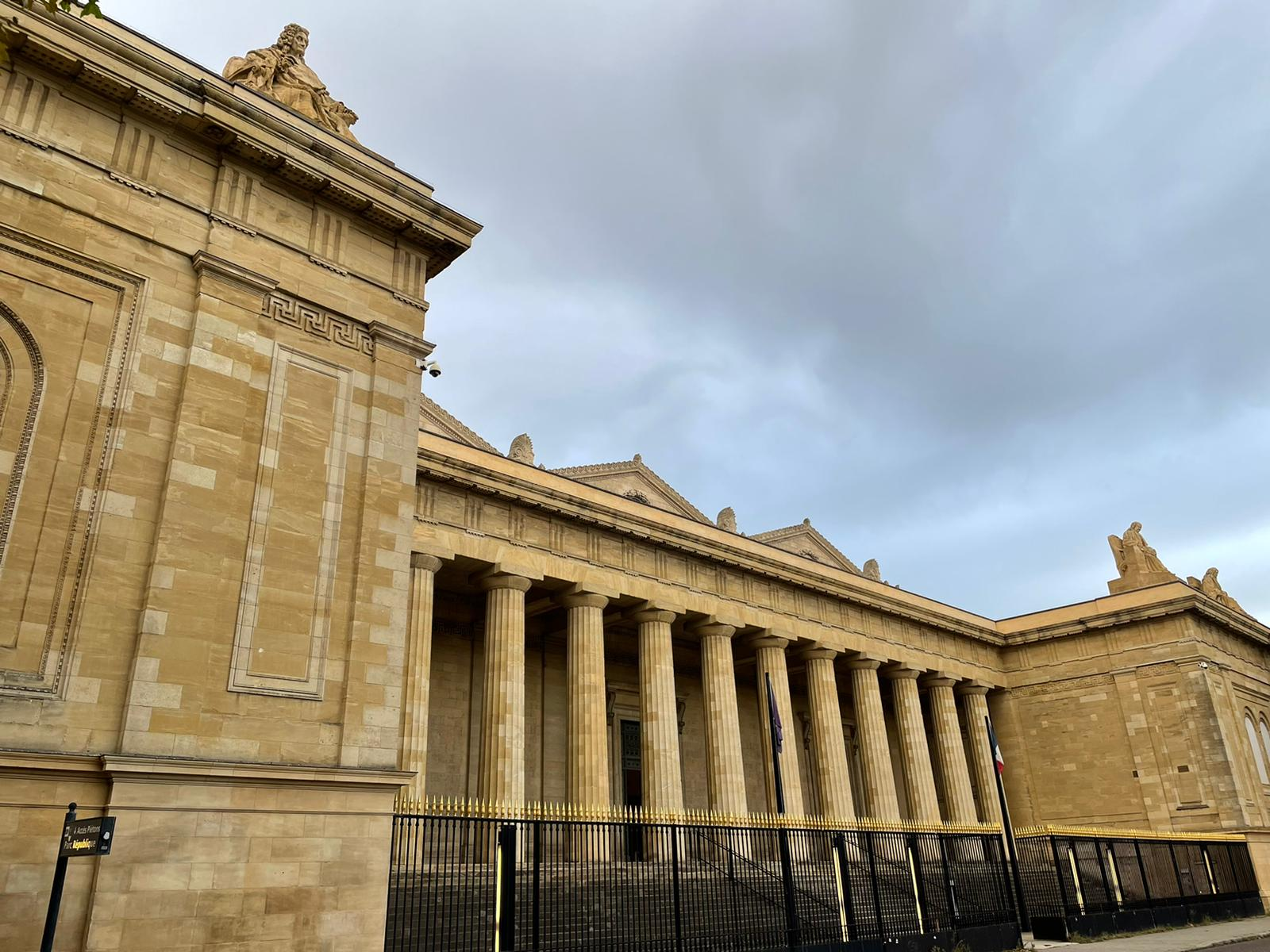
Façade principale du Palais Thiac

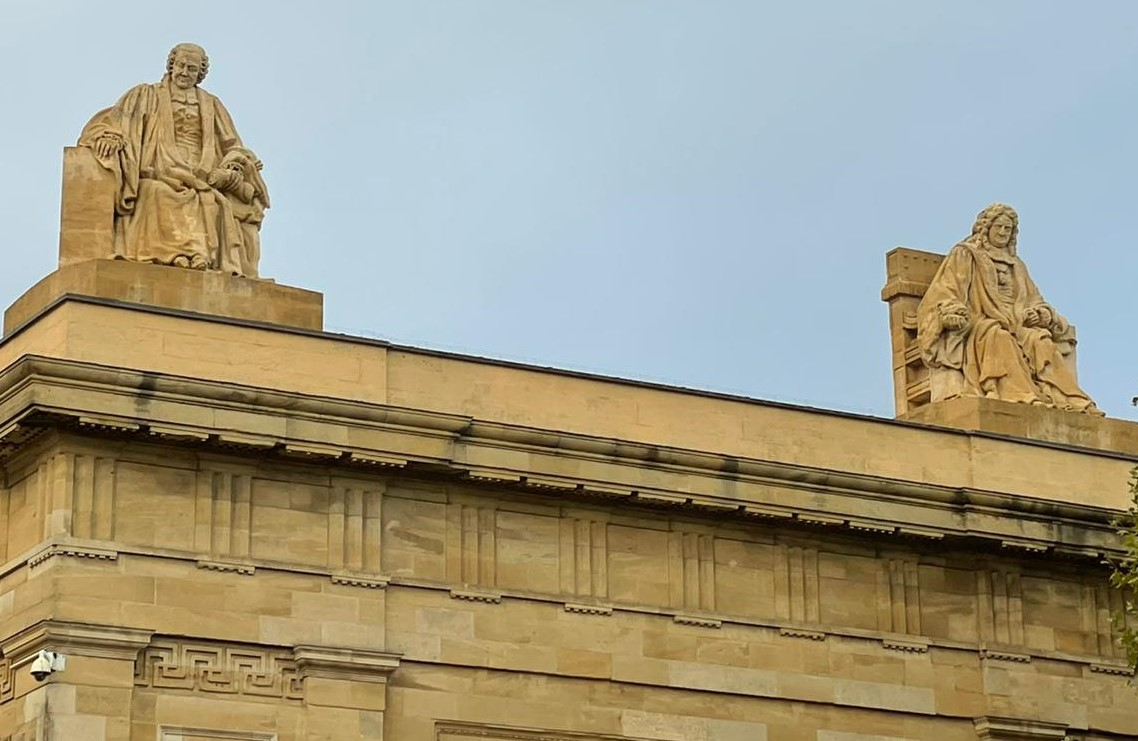
Sculptures de Montesquieu et Michel de L'Hospital du Palais Thiac

Ces bâtiments latéraux sont décorés chacun de deux plaques de marbre évoquant les Tables de la loi. Sur leur toiture plate, on trouve quatre sculptures colossales assises dans leurs fauteuils, œuvre du sculpteur officiel de la ville de Bordeaux, Dominique Fortuné Maggesi. Ces sculptures représentent Montesquieu et Michel de L'Hospital à droite, Malesherbes et D'Aguesseau à gauche. Chaque statue fait 3 mètres de large sur 3,65 mètres de haut et est placée à seize mètres de hauteur.
L’édifice est couronné par trois frontons triangulaires que s’élèvent derrière l’attique. Ce couronnement joue un rôle important dans le bâtiment car il masque la couverture de la salle des pas -considérée disgracieux parce qu’elle semble écraser le portique- et crée l’illusion de trois nefs dans l’axe de l’édifice, composition conforme au modèle antique.
De part et d’autre des bâtiments latéraux de l’entrée du palais de justice, la façade est composée de deux niveaux, caractéristique d’un style néo-classique italianisant. Les ouvertures du premier niveau sont surmontées de frontons triangulaires reposant sur des consoles et celles du second niveau sont décorées avec des chambranles à crossettes.

### Architecture intérieure

#### La salle des pas perdus
Passé le péristyle, se trouve une vaste salle des pas perdus rectangulaire de plus de 1 000 m2. Elle est le lieu de rencontre entre les parties et leurs avocats, et dessert les différentes salles d’audience. Son architecture est rythmée par des colonnes mêlant le dorique et l'ionique, qui supportent de fausses tribunes. Au-dessus, des piliers supportent un lourd plafond composé de larges caissons carrés et octogonaux, œuvre des sculpteurs Bonino, Lamarque, Dubruch et Minquini.
Les verrières, invisibles de l'extérieur, ont été dotées de vitraux contemporains, réalisés par le maître bordelais Bernard Fournier de 1996 à 1999. Les inscriptions murales dorées au-dessus des portes des salles d'audience rappellent l'ancienne disposition du bâtiment. En effet, le Tribunal de Grande Instance se trouvait côté est et la Cour d'Appel côté ouest.
Aux deux extrémités de cette salle se trouvent les statues de Montesquieu et Montaigne, figures intellectuelles du XVIIIe siècle, respectivement président à mortier et conseiller près du Parlement de Bordeaux. La première, sculptée par Nicolas Raggi, provient d'un cadeau offert en 1821 par le roi Louis XVIII à la cour civile royale siégeant alors dans l'ancien collège de Guyenne. La deuxième rend hommage à l'auteur de l'ouvrage juridique de référence De l'esprit des lois (1748), sculptée le 7 juin 2014 par Nicolas Milhé dans le cadre des 1% culturel. L'artiste a voulu représenter le caractère contemporain de l'écrivain par une tenue anachronique avec des habits du XXIe siècle : un costume cintré et une montre. L'inscription sur le socle de la statue extraite des Essais : "je ne peins pas l'être, je peins le passage" affirme cette volonté d'un Montesquieu proche de nous.

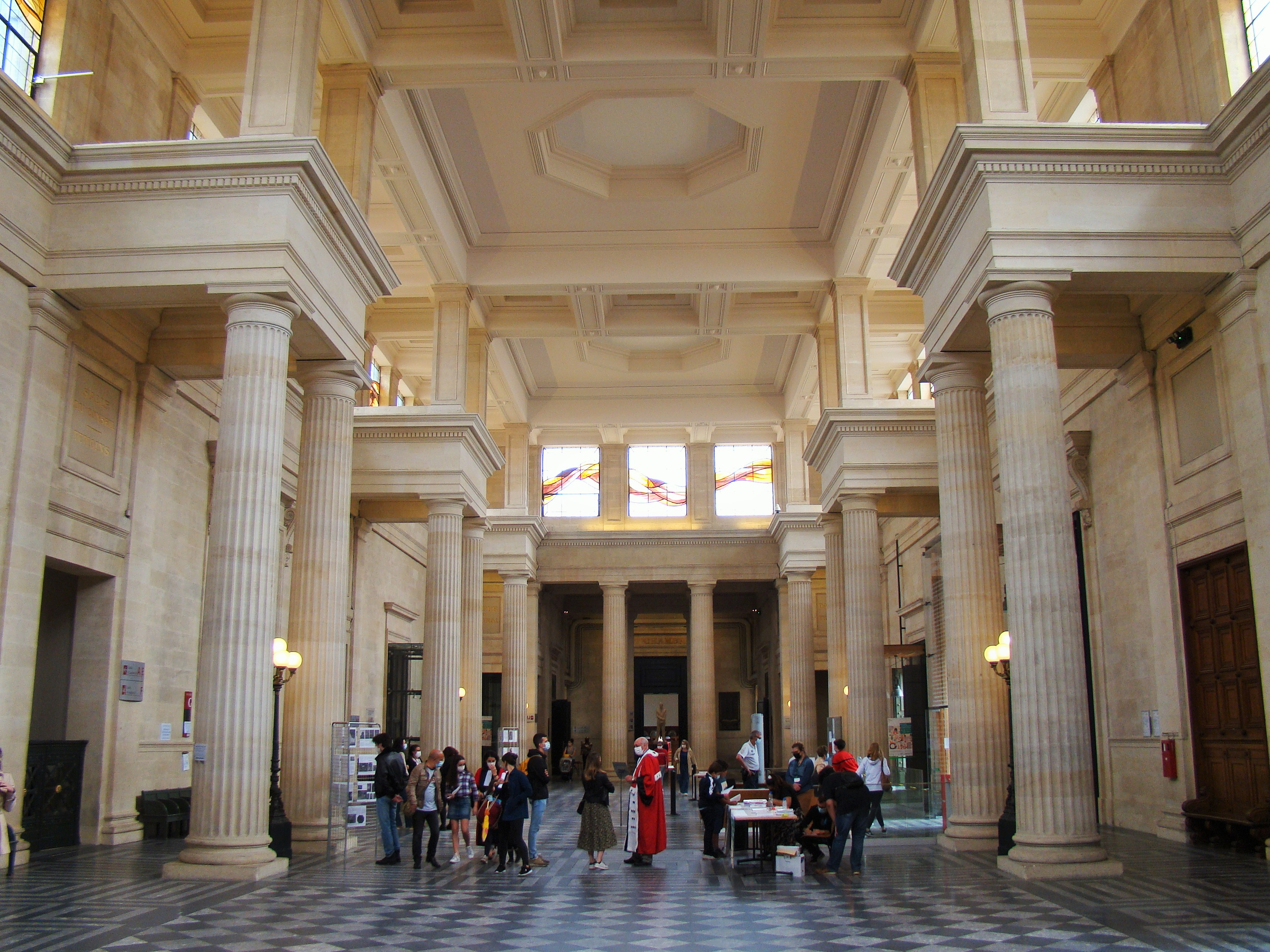
La salle des pas perdus.

#### Les salles d'audience
Le bâtiment compte 14 salles d'audience. La Cour d'assises est au centre du bâtiment, tandis que sur les côtés sont situés les salles de la cour d'appel et du conseil des prud'hommes.
Ces salles ont une composition rectangulaire, sauf les premières chambres du tribunal civil et de la cour royale qui s’achèvent par une large abside. Les différentes salles reçoivent la lumière par un éclairage zénithal et sont aménagées avec beaucoup soin : décorées de boiseries et de portraits et sculptures qui représentent les principales personnalités du domaine juridique. 

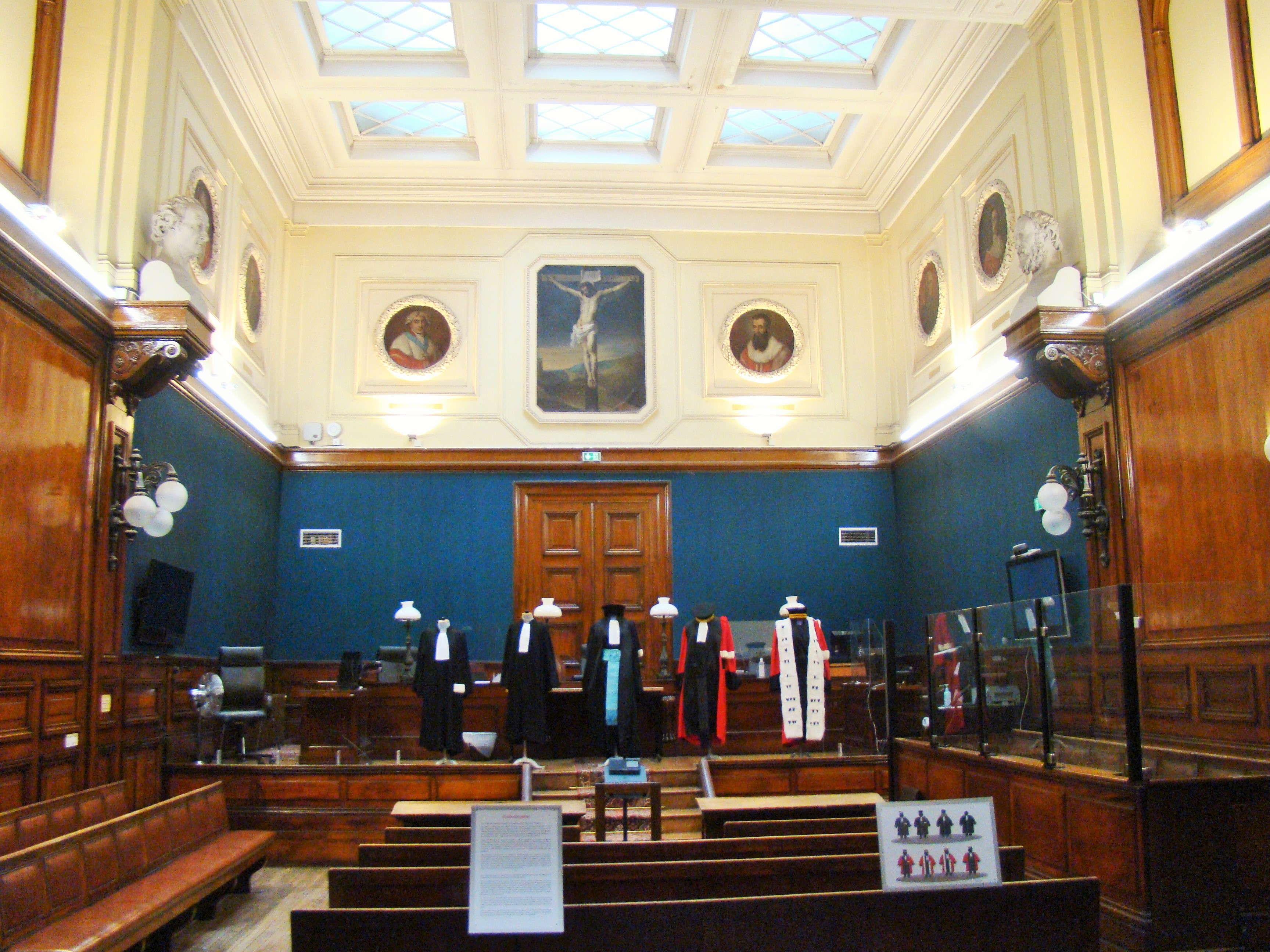
Salle d'audience.
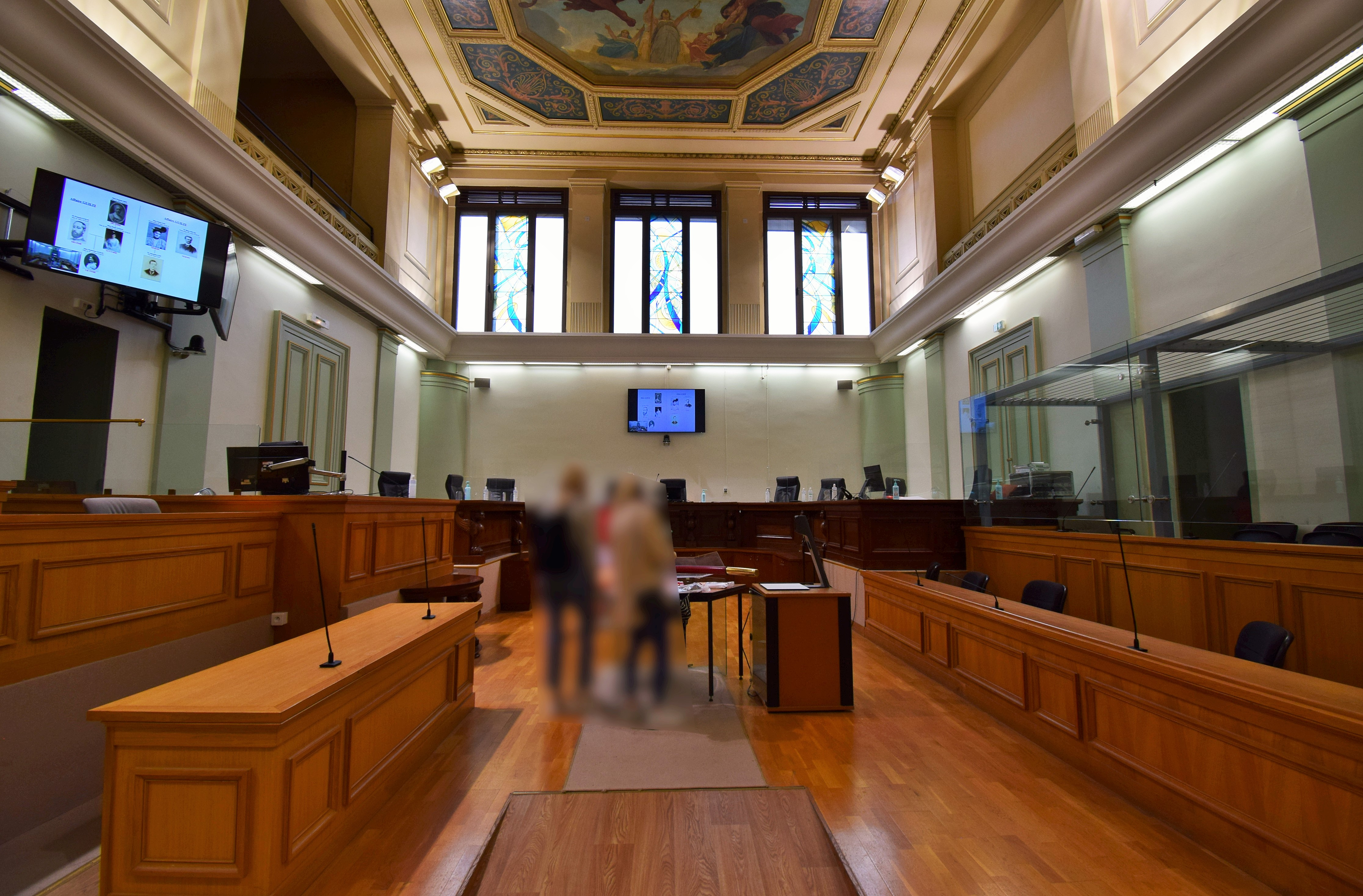
Salle d'audience de la Cour d'assises.
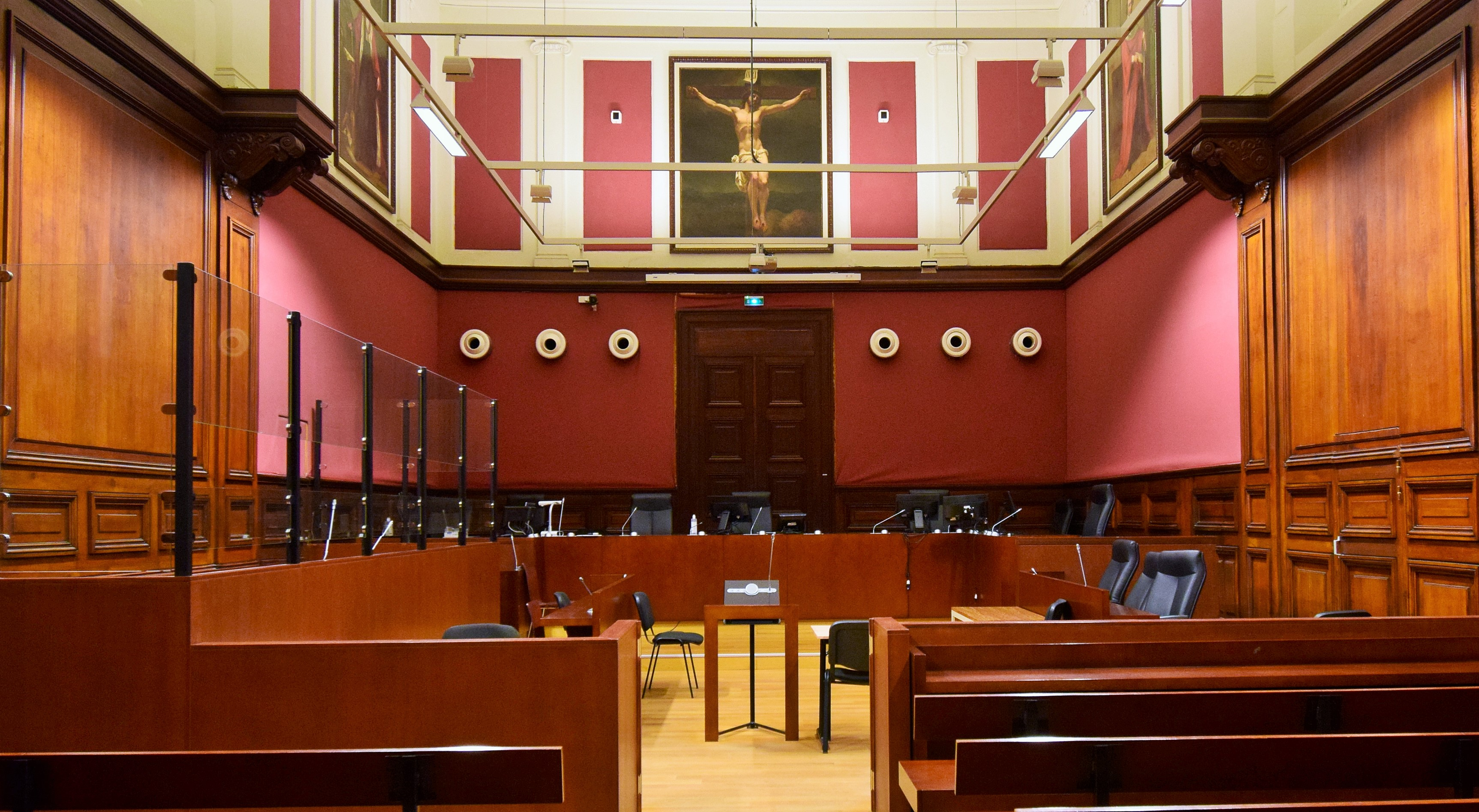
Salle d'audience en matière pénale.

#### La salle Montesquieu

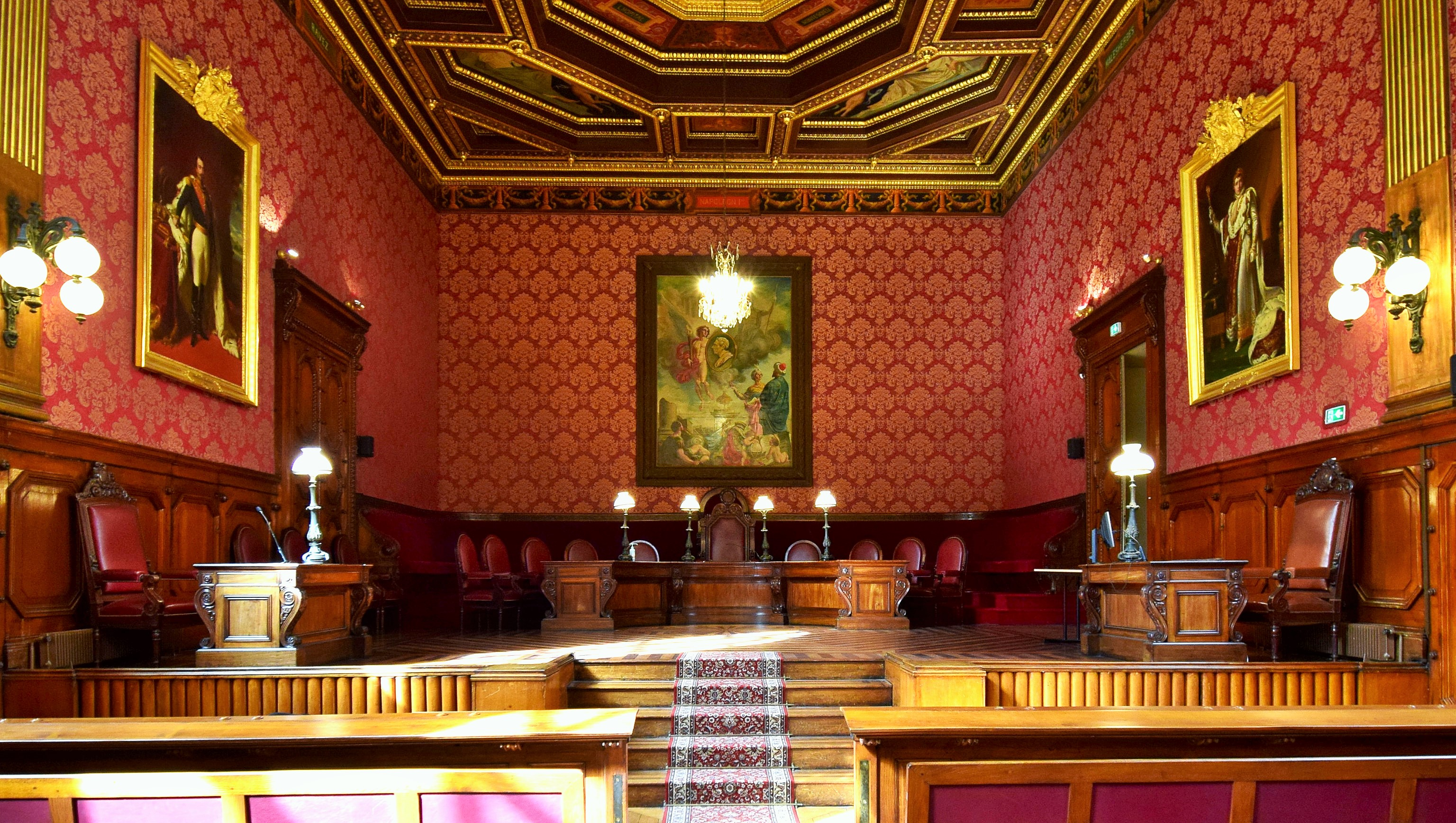
Salle d'audience dite "Salle Montesquieu"

Il s'agit de la salle la plus richement ornée, décorée sous Napoléon III. De part et d'autre sont apposés un portrait de Napoléon Ier et celui de Napoléon III.
L'espace est séparé à l'origine en trois espaces : l'entrée se compose d'un sol en pierre avec une barrière aujourd'hui supprimée qui permettait aux justiciables d'attendre l'appel de leur affaire. Au-dessus de la porte le nom Justinien, le juriste célèbre qui a influencé l'ancien droit ; face à lui au plafond code Napoléon ; sur le mur au fond le nom de Napoléon Ier. Cette disposition symbolise une nouvelle justice, l'empereur des Français succède à l'empereur des Romains.
Un plancher en chevrons, est situé au centre, lieu où se tiennent les spécialistes du droit. Des marches séparent la cour sur un sol de marqueterie et marquent sa hauteur et sa majesté. Une peinture de Duvignau située au-dessus des conseillers symbolise une allégorie de l'esprit des lois. En haut à droite est représentée la déesse Athéna, à gauche un temple circulaire grec, un tholos. En bas à droite, des hommes en habits orientaux, sans doute une références aux Lettres persanes de Montesquieu, à gauche un légionnaire abattu. D'autres références de Montesquieu se trouvent dans le tableau. Une référence régionale avec en arrière fond à gauche le porte de la lune et le mortier situé en bas à droite de l'urne funéraire qui représente l'écrivain comme magistrat et président de chambre.
La répartition des magistrats du siège de la cour se fait en deux rangées autour du trône du premier président (un fauteuil est à disposition de chaque président, un protocole règle l'emplacement en fonction de l'ancienneté et du grade). A gauche du procureur général se placent les magistrats du parquet général, à droite le directeur de greffe est encadré par les fonctionnaires du greffe.
Il y a beaucoup de références au droit romain, voulu par Napoléon Ier puis par Napoléon III. Le plafond à caissons comporte plusieurs inscriptions. En premier est indiqué jus romanum, droit des Romains. Au centre, sont représentées les armoiries Bonaparte : aigle, couronne, sceptre, main de justice, grand collier de l'Ordre de la Légion d'honneur, manteau doublé d'hermines. Les emblèmes de toute la région entourent le blason. Des noms de divers juristes célèbres sont inscrits sur les murs de la salle. Les références romaines sont nombreuses, en effet sous l'empire de Napoléon Ier et le 2nd Empire avec Napoléon III, l'époque romaine est une période historique très riche, glorieuse et prestigieuse.

## Affaires célèbres
- Procès de Marie Besnard,
- 1934 : Procès de l'assassinat d'André Aliker,
- 1951 : Procès des 16 de Basse-Pointe,
- Procès de Maurice Papon.